# Léo Andrade
Leonardo „Léo“ de Andrade Silva (* 18. April 1998 in Curitiba) ist ein brasilianischer Fußballspieler.

## Karriere
Andrade begann seine Karriere beim Coritiba FC. Im September 2017 stand er erstmals im Profikader Coritibas. In der Saison 2018 spielte er siebenmal für den Klub in der Staatsmeisterschaft von Paraná, zu einem Ligaeinsatz kam er für den Klub aber nie. In der Saison 2019 wurde er an den EC Juventude verliehen. Im Juli 2019 verließ er Coritiba anschließend endgültig und wechselte nach Portugal zu Marítimo Funchal. Dort spielte er in seiner ersten Saison 18 Mal für die Reserve Marítimos in der vierten Liga.
Im November 2020 gab der Innenverteidiger schließlich auch sein Debüt für die Profis von Marítimo in der Primeira Liga. In der Saison 2020/21 absolvierte er insgesamt 21 Partien in Portugals Oberhaus. In der Saison 2021/22 absolvierte er ebenfalls 21 Spiele. In der Saison 2022/23 kam er bis zur Winterpause zu zwölf Einsätzen. Im Februar 2023 wechselte Andrade nach Russland zum FK Chimki.